# Palazzo San Felice
Palača San Felice ili Sanfelice (tal. Palazzo San Felice) je palača u stilu rokokoa ili kasnog baroka u Via Sanità 167 u Rione Sanità u središtu Napulja. Najpoznatija je po svom raskošnom stubištu.

## Povijest
Palaču je od 1724. do 1726. godine sagradio arhitekt Ferdinando Sanfelice. Ulazni portal ima dvije štukature sirene obitelji Sanfelice. Kroz neupadljivo pročelje ulazi se u unutarnje oktogonalno dvorište koje vodi do dvostrukog stubišta. Unutrašnje freske koje je izvorno izradio Francesco Solimena su izgubljene. Stubište s lukovima u pomičnim ravninama još uvijek daje auru složene scenografije, unatoč sadašnjem skučenom i trošnom stanju: grandiozni ulaz vodi samo do oronule palače. Obližnja Palazzo dello Spagnolo, koja se pripisuje istom arhitektu, ima slično stubište.

## Galerija
- Stepenište
- Unutarnja štukatura